# Đức Giang, thành phố Bắc Giang
Đức Giang là một xã thuộc thành phố Bắc Giang, tỉnh Bắc Giang, Việt Nam.

## Địa lý
Xã Đức Giang có diện tích 9,78 km², dân số năm 2023 là 9.122 người, mật độ dân số đạt 932 người/km².

## Lịch sử
Ngày 17 tháng 6 năm 1949, Ủy ban kháng chiến hành chính Liên khu 1 ban hành Quyết định số 361PC/2 về việc thành lập xã Đức Giang thuộc huyện Yên Dũng trên cơ sở xã Nghĩa Dũng và xã Thanh Vân.
Ngày 27 tháng 10 năm 1962, Quốc hội ban hành Nghị quyết về việc thành lập tỉnh Hà Bắc trên cơ sở tỉnh Bắc Giang và tỉnh Bắc Ninh. Khi đó, xã Đức Giang thuộc huyện Yên Dũng, tỉnh Hà Bắc.
Ngày 6 tháng 11 năm 1996, Quốc hội ban hành Nghị quyết về việc chia tỉnh Hà Bắc thành tỉnh Bắc Giang và tỉnh Bắc Ninh. Khi đó, xã Đức Giang thuộc huyện Yên Dũng, tỉnh Bắc Giang.
Ngày 28 tháng 9 năm 2024, Ủy ban Thường vụ Quốc hội ban hành Nghị quyết số 1191/NQ-UBTVQH15 về việc sắp xếp đơn vị hành chính cấp huyện, cấp xã của tỉnh Bắc Giang giai đoạn 2023 – 2025 (nghị quyết có hiệu lực từ ngày 1 tháng 1 năm 2025). Theo đó, sáp nhập xã Đức Giang thuộc huyện Yên Dũng vào thành phố Bắc Giang quản lý.